# Безотосный, Дмитрий Александрович
Дми́трий Алекса́ндрович Безото́сный (укр. Дмитро Олександрович Безотосний; род. 15 ноября 1983[…], Хмельницкий) — украинский футболист, игравший на позиции вратаря.

## Биография
Начинал карьеру в клубе «Товтры» из города Чемеровцы. После провёл одну игру за днепропетровский «Днепр-3». И в 2002 году перешёл в российский «Сатурн-REN TV». В команде выступал за молодёжный состав. Зимой 2005 года перешёл в запорожский «Металлург». В команде дебютировал 23 мая 2009 года в домашнем матче против донецкого «Металлурга» (2:1).
По итогам сезона 2010/11 «Металлург» занял последнее 16 место и вылетел в Первую лигу Украины. После ухода Максима Коваля в «Динамо», Безотосный стал основным вратарём команды. В этом сезоне в чемпионате он сыграл 22 матча в которых пропустил 30 голов, в Кубке Украины сыграл 2 матча и пропустил 1 мяч.
17 июня 2011 года подписал контракт с одесским «Черноморцем», соглашение рассчитано на 3 года.
Первое приглашение в сборную Украины получил при Михаиле Фоменко на подготовительный сбор в мае 2014 года, в рамках которого проходила встреча с национальной сборной Нигера. В заявку на матч попал, но на поле не появился.
4 марта 2017 года Дмитрий Безотосный в сотый раз оставил ворота на замке, это произошло в домашней встрече 21 тура чемпионата Азербайджана с бакинским «Интером», в которой подопечные Романа Григорчука уверенно разобрались с оппонентом — 4:0.

## Достижения
- Бронзовый призёр чемпионата Азербайджана (2): 2014/15, 2015/16
- Обладатель Кубка Азербайджана: 2018/19
- Финалист Кубка Украины: 2012/13
- В списках лучших футболистов Украины[укр.]: 2013 — № 2